# ゼータ函数正規化
数学や理論物理学において、 ゼータ函数正規化(英: Zeta function regularization) とは、物理学での正則化や、発散級数と言われる方法である。これによって、発散する和や積に対して有限の値を対応させ、特に、自己随伴作用素の行列式やトレースを定義することに使うことができる．現在は物理学の中の問題に適用することが行われているが、元来は、数論におけるうまく定義できない和について、実際の意味を与えようとすることに原点がある．なお、物理学では「正規化」ではなく「正則化」と呼ぶが、この記事中では物理学に関する記述でも「正規化」で統一する。また、「自己随伴作用素」という用語を使用した。通常は「自己共役作用素」と呼ぶが、問題の作用素は共役だけでなく転置共役を意味する「自己随伴作用素」という用語を使用した。

## 定義
発散する可能性を持つ級数 a1 + a2 + .... の和を定義するのに、ゼータ函数正規化と呼ばれる和を取る方法がいくつかある。
一つの方法として、（無限級数の）ゼータ正規化された和を、ζA(−1) が定義できるならばその値で定義する．ここで、ゼータ函数は、Re(s) が大きな数に対して次の和が収束するならばその値で定義し、そうでない（発散する）場合は解析接続することで定義する。
{\displaystyle \zeta _{A}(s)={\frac {1}{a_{1}^{s}}}+{\frac {1}{a_{2}^{s}}}+\cdots .}
an = n の場合には、このゼータ函数は通常のリーマンゼータ函数となり、この方法はオイラーによって級数 1+2+3+4+… の｢和｣を ζ(−1) = −1/12 として求めることに使われた。他の s の値に対しても、発散する和を ζ(0)=1 + 1 + 1 + 1 + ... = -1/2, ζ(-2)=1 + 4 + 9 + ... = 0 と計算でき、一般的な場合は、Bk をベルヌーイ数(Bernoulli number)として、
{\displaystyle \zeta (-s)=\sum _{n=1}^{\infty }n^{s}=1^{s}+2^{s}+3^{s}+\ldots =-{\frac {B_{s+1}}{s+1}}}
と表すことができる。
Hawking (1977) は平坦な空間の場合には、その場合はラプラシアンの固有値が知られている場合が多いが、分配函数に対応するゼータ函数が明確に計算できることを示した。温度 T=β-1 の平坦な時空で体積 V を持つ大きな箱の中のスカラー場 φ を考える。分配函数は、箱の端ではゼロとなり、τ について周期 β である、τ=it という変換をして得られるユークリッド空間の上のすべての場 φ を渡る経路積分によって得られる。この状況下では、彼は分配函数から場 φ の輻射のエネルギー、エントロピーと圧力を計算した。平坦な空間の場合は、物理量に現れる固有値が一般には知られているが、一方、曲がった空間ではいつも一般的に知られているとは限らない．従って、漸近的な方法が（問題を解くために）必要である。
別な方法としては、発散する可能性のある無限積 a1a2.... を、{\displaystyle \exp(-\zeta '_{A}(0))} として定義する方法がある。Ray & Singer (1971) ではこの方法を使い、正の値を固有値 a1, a2, ...., として持つ自己随伴作用素の行列式を定義することに使われた。（これのリーマン多様体への応用としてはラプラシアンとなる。）また、この場合にはゼータ函数は、形式的に A−s のトレースとなる。Minakshisundaram & Pleijel (1949) は、もし A がコンパクトリーマン多様体のラプラシアンであれば、ここで定義したゼータ函数であるミナクシサンドラム-プレイジェルゼータ函数は収束し、全複素平面へ有理型函数として解析接続されることを示した。セーレイ Seeley (1967) はこの事実をコンパクトリーマン多様体上の A の楕円型微分作用素へ拡張した。従って、そのような作用素に対しゼータ函数正規化を使い、行列式を定義することができる。解析的トーションを参照。
Hawking (1977) はこのアイデアを使い、曲がった時空での経路積分を評価できることを示唆した。彼がゼータ函数を研究したのは、逆メリン変換を使い、曲がった時空であるブラックホールの地平線上やドジッター時空という背景場での熱力学的な重力や量子化された物質の分配函数を、熱方程式の核のトレースへ関係させることで計算するためであった。

## 例
ゼータ函数正規化が有効な最初の例は、カシミール効果に現れる。カシミール効果は、3次元の空間の中の量子場のバルクの寄与を持つ平坦な空間である．この場合にはリーマンゼータ函数の -3 での値を計算せねばならない。-3 での値は明らかに発散する。しかし、s = -3 は極ではないと期待されるが、s = -3 まで解析接続することにより、有限な値が得られる。この正規化の詳細な例は、ゼータ正規化によるカシミール効果の導出に詳細な記事があり、そこで結果として出てくる和が明らかにリーマンゼータ函数となっている。（そして、解析接続は出てきた無限を取り去り、物理的に意味のある有限な値を導く）
ゼータ函数正規化の別の例は、場の量子論での粒子の場のエネルギーの真空期待値の計算である。より一般的には、ゼータ函数のアプローチは、曲がった時空での全体のエネルギー・運動量テンソルを正規化することに使われる。 
エネルギーの正規化していない値は、次の式のように真空の励起の全てのモードのゼロ点エネルギーを渡る和を取ることで得られる：
{\displaystyle \langle 0|T_{00}|0\rangle =\sum _{n}{\frac {\hbar |\omega _{n}|}{2}}}
ここに、{\displaystyle T_{00}} はエネルギー運動量テンソルの第ゼロ成分で、和（積分かもしれないが）は、全て（正と負の）エネルギーモード {\displaystyle \omega _{n}} を渡っているものと解釈する；ここの絶対値はエネルギーは正の値のみとることを想起させる．上記のように書かれた和は普通は無限大となる（{\displaystyle \omega _{n}} は典型的には n について線型）．和は次のように書くことで物理学の正規化とできる。
{\displaystyle \langle 0|T_{00}(s)|0\rangle =\sum _{n}{\frac {\hbar |\omega _{n}|}{2}}|\omega _{n}|^{-s}}
ここで s は複素数のパラメータで、（3次元の場合には）4より大きな実数 s に対し、和は明らかに有限で、しばしば理論的に評価できる．
ゼータ正規化は、物理系の様々な対称性が保存される場合に使うことができるので、有益である．カシミール効果に加えて、ゼータ函数正規化は、共形場理論や繰り込みや弦理論の臨界時空次元を固定するときに使われる。

## 他の正規化との関係
ファインマン図に起源を持つ次元正規化との関係はあるのだろうかという疑問も沸く。しかしこれらは互いに同値ということができる。( 参照 ）しかし、ゼータ正規化の最も有利な点は、次元正規化がうまく行かないときでも使うことができることである。例えば、行列やテンソルが {\displaystyle \epsilon _{i,j,k}} の中にある場合でもゼータ正規化が使用することが可能であることである。

## ディリクレ級数との関係
ゼータ函数正規化は、数論的函数 f(n) の任意の和の素晴らしい解析構造を与える。そのような和は、ディリクレ級数として知られている。正規化された形
{\displaystyle {\tilde {f}}(s)=\sum _{n=1}^{\infty }f(n)n^{-s}}
は、発散する和を複素 s-平面上の一位の極へ変換する。数値計算では、ゼータ函数正規化は収束が極めて遅いので不適当である。数値計算のためのより急速に収束する和が指数正規化であり、これは、
{\displaystyle F(t)=\sum _{n=1}^{\infty }f(n)e^{-tn}.}
で与えられる．この形を f のZ変換ということもある。ここに z = exp(−t) である。指数正規化とゼータ正規化の解析構造は関連していて、指数和をローラン級数として展開して
{\displaystyle F(t)={\frac {a_{N}}{t^{N}}}+{\frac {a_{N-1}}{t^{N-1}}}+\cdots }
とすると、ゼータ級数は次の構造を持つことが分かる。
{\displaystyle {\tilde {f}}(s)={\frac {a_{N}}{s-N}}+\cdots .\,}
指数正規化とゼータ正規化は、メリン変換で関連付けられている。ガンマ函数の積分表示
{\displaystyle \Gamma (s+1)=\int _{0}^{\infty }x^{s}e^{-x}\,dx}
を使い、それらを相互に変換することができる．この式は等式
{\displaystyle \Gamma (s+1){\tilde {f}}(s+1)=\int _{0}^{\infty }t^{s}F(t)\,dt}
を導き、指数正規化とゼータ正規化を関連付け、s-平面の極をローラン級数の発散する項へ変換する。

## 熱核正規化
{\displaystyle f(s)=\sum _{n}a_{n}e^{-s|\omega _{n}|}}
この和は、熱核正規化、もしくは熱核で正規化された和と呼ばれることがあり、名前は {\displaystyle \omega _{n}} が熱核の固有値と考えられることがあることに由来している。数学的には、そのような和は一般化されたディリクレ級数と呼ばれ、平均を取ることにそれを使うことをはアーベル平均 と呼ばれる。これはラプラス＝スティルチェス変換と密接に関連していて、次のように表される。
{\displaystyle f(s)=\int _{0}^{\infty }e^{-st}\,d\alpha (t)}
ここに、{\displaystyle \alpha (t)} はステップ函数で、このステップとは {\displaystyle t=|\omega _{n}|} で {\displaystyle a_{n}} ジャンプする函数を意味する。そのような級数の収束についての定理は多く存在し、例えば、ハーディ-リトルウッドのタウバー型定理がある。彼らによれば、
{\displaystyle L=\limsup _{n\to \infty }{\frac {\log \vert \sum _{k=1}^{n}a_{k}\vert }{|\omega _{n}|}}}
とおくと、{\displaystyle f(s)} の級数は半平面 {\displaystyle \Re (s)>L} で収束し、半平面 {\displaystyle \Re (s)>L} の任意のコンパクト部分集合の上で一様収束する。物理への応用のほとんどで、{\displaystyle L=0} となっている。

## 歴史
熱核正規化の方法とゼータ函数正規化の方法の収束性と同値性を確立する初期の仕事の多くは、1916年にゴッドフレイ・ハロルド・ハーディとジョン・エデンサー・リトルウッド により成し遂げられ、彼らの仕事はカヘン-メリン積分への応用に基礎を持っていた。この効果は様々なうまく定義できない値、数論に現れる条件収束和を求める目的でなされた。
物理的な問題への正規化の応用としては、Hawking (1977)よりも前に、J. Stuart Dowker と Raymond Critchley は1976年に量子物理の問題に対するゼータ函数正規化の方法を提案していた。　エミリオ・エリザルデ(Emilio Elizalde)たちは、積分 {\displaystyle \int _{a}^{\infty }x^{m-s}dx} のゼータ正規化を基礎とする方法を提案した。ここに {\displaystyle x^{-s}} はレギュレータで、発散する積分は、極限 {\displaystyle s\to 0} での数値 {\displaystyle \zeta (s-m)} に依存する。繰り込みの記事を参照のこと。次元正規化(dimensional regularization)や解析的正規化のようなほかの正規化とは異なり、ゼータ函数正規化は
（キャンセルするための)反対項を持たなく、有限の結果のみを与える。